# St. Laurentius (Sundhausen)

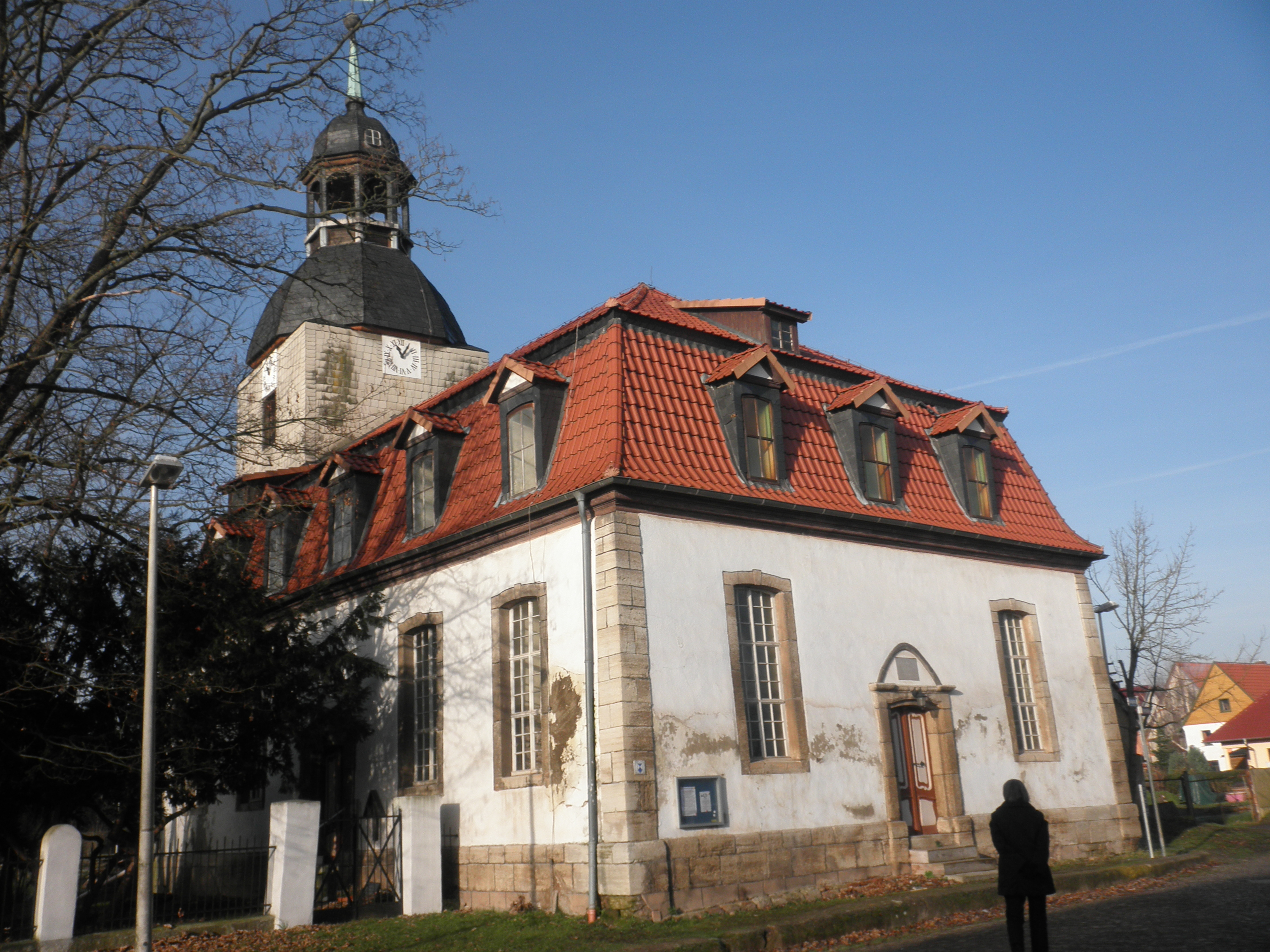
Sundhausen, St. Laurentius

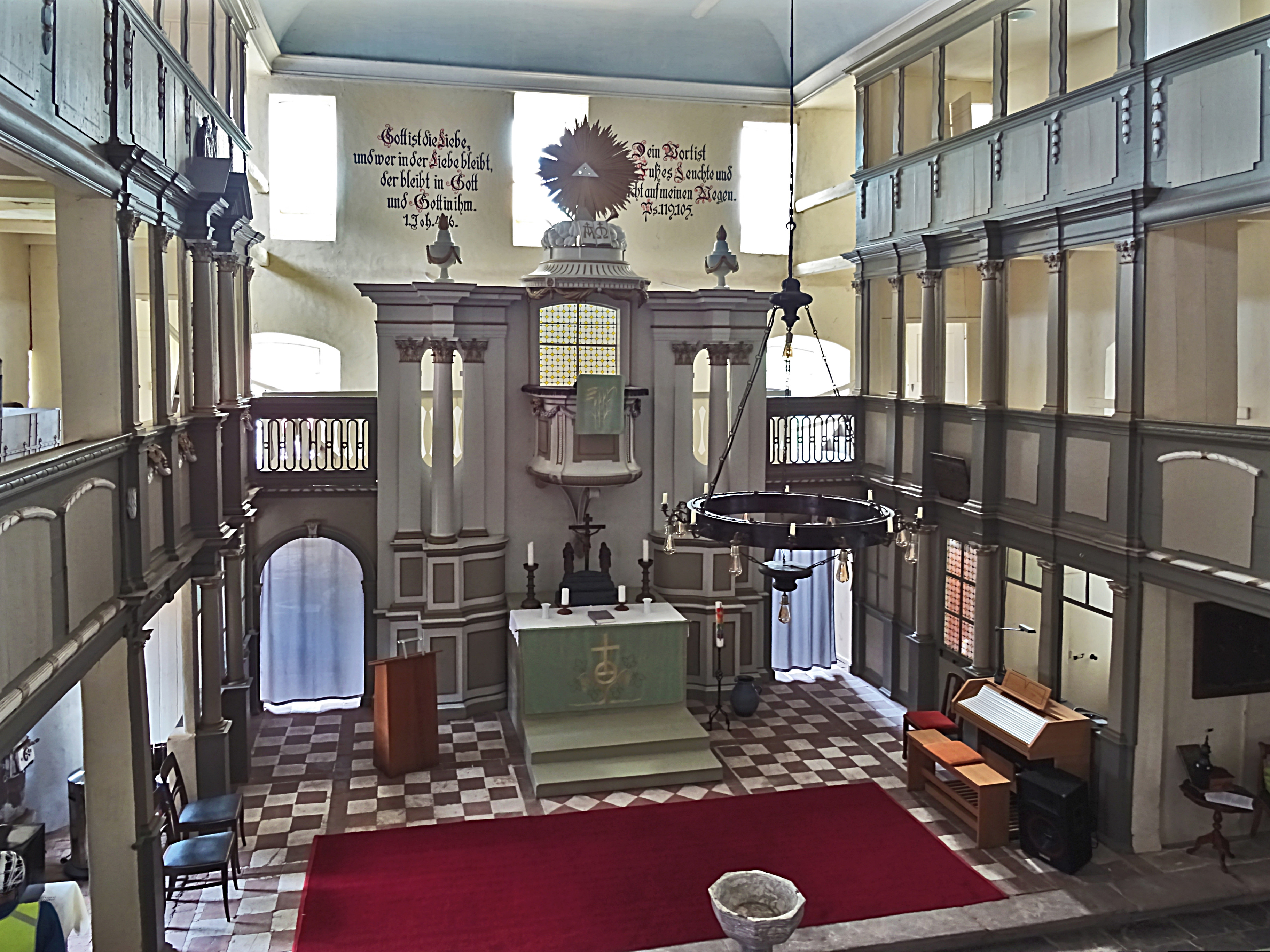
Innenansicht

Die evangelische Dorfkirche St. Laurentius steht im Ortsteil Sundhausen der Stadt Nordhausen in Thüringen.

## Geschichte
Eine St.-Laurentius-Kirche wurde bereits 760 in einer Chronik urkundlich erstmals aufgeführt. Der ursprüngliche Bau wurde abgetragen und anstelle der alten Laurentius-Kirche wurden 1785 bis 1800 die jetzige gewestete Emporenhalle mit westlich vorgestelltem Kirchturm errichtet.
Neben dem Grundstück des Gotteshauses befindet sich ein Granitblock als Kriegerdenkmal für die gefallenen und vermissten Soldaten beider Weltkriege.